# Leaving All Behind
Leaving All Behind é um álbum da banda Cellador, gravado em "Cellador HQ" (quarto de Chris Petersen!). 
Membros
Michael Smith - vocals 
Chris Petersen - Guitarras 
Sam Chatham - Guitarras 
Val Rakhmanov - Bass 
Todas as faixas por C.Petersen exceto 4, por C. Petersen, J. Krohn. 
David Dahir é creditado ao baterista e era um membro durante as gravações da banda , mas uma bateria foi utilizada em todas as faixas por motivos práticos.
1: Leaving All Behind 03:21 
2: Seen Through Time 07:19 
3: Forever Unbound 06:05
4: No Chances Lost 23:19 
tempo total 23:19